# Caprino Veronese
Caprino Veronese – miejscowość i gmina we Włoszech, w regionie Wenecja Euganejska, w prowincji Werona.
Według danych na rok 2004 gminę zamieszkiwały 7493 osoby, 159,4 os./km².

## Współpraca
- Saulieu, Francja
- Gau-Algesheim, Niemcy